# Joel Camargo
Joel Camargo (18 de setembre de 1946 - 23 de maig de 2014) fou un futbolista brasiler.

## Selecció del Brasil
Va formar part de l'equip brasiler a la Copa del Món de 1970.